# Carola Rackete

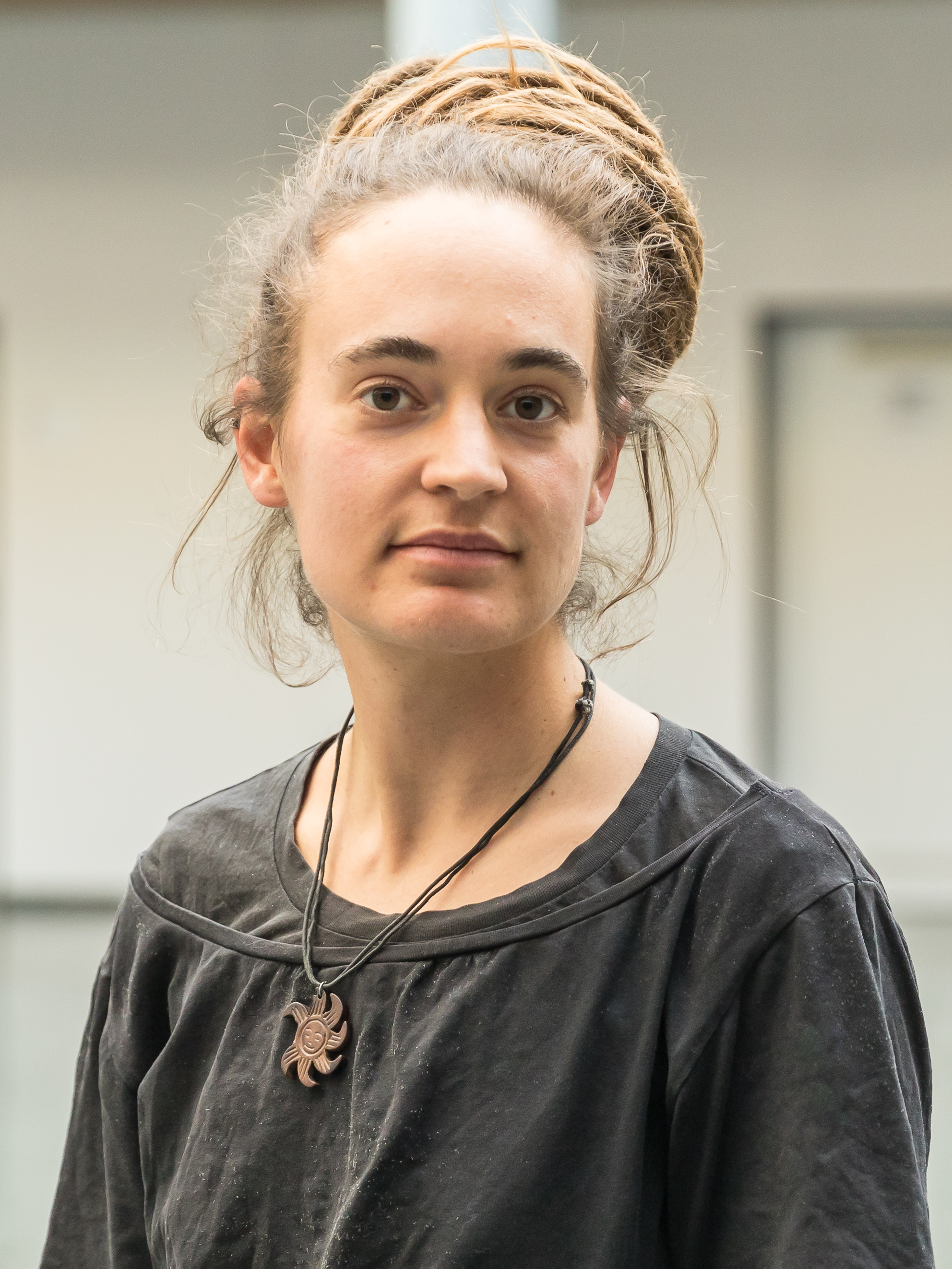
Carola Rackete (2020)

Carola Rackete [ʁaˈkeːtə] (* 8. Mai 1988 in Preetz) ist eine deutsche Naturschutzökologin, Kapitänin, Aktivistin und Politikerin (parteilos). Sie wurde 2023 von der Partei Die Linke für die Europawahl 2024 nominiert und 2024 in das Europäische Parlament gewählt. Sie gab am 9. Juli 2025 bekannt, ihr Mandat abzugeben.
Rackete war mehrmals als technische Besatzung auf Forschungsreisen in der Antarktis und ist Mitbegründerin der Initiative Antarctic Rights. Außerdem unterstützt sie die Bewegung Extinction Rebellion und beteiligte sich an Waldprotesten in Schweden, der Besetzung des Hambacher Forsts und des Dannenröder Forsts. Zwischen 2016 und 2019 war sie als freiwillige Kapitänin für Nichtregierungsorganisationen in der Seenotrettung aktiv. Sie erlangte internationale Bekanntheit, als sie im Juni 2019 als Kapitänin der Sea-Watch 3 aus Libyen kommende Flüchtlinge bzw. Migranten im Mittelmeer aus Seenot rettete und nach wochenlangem Warten auf eine Genehmigung – trotz eines Verbots durch italienische Behörden – den Hafen der Insel Lampedusa unter Berufung auf das Nothafenrecht anlief. Während die Beurteilung seitens deutscher Politiker und Medien überwiegend wohlwollend ausfiel, kam von italienischer Seite, insbesondere von Innenminister Matteo Salvini (Lega), teils harsche Kritik. Den nach der Festnahme Racketes verhängten Hausarrest hob eine italienische Untersuchungsrichterin nach Tagen wieder auf; das Verfahren wegen Widerstands gegen ein „Kriegsschiff“ der Guardia di Finanza wurde später abschließend eingestellt.

## Ausbildung und Beruf
Rackete wuchs im niedersächsischen Hambühren auf und absolvierte 2007 in Celle das Abitur am Gymnasium Ernestinum. Ihr Vater war Elektroingenieur und ist Oberstleutnant a. D. der Bundeswehr. Er ist für die Mehler Engineered Defence GmbH tätig, die unter anderem Panzerungen für militärische und zivile Anwendungen herstellt. Ihre Mutter war Buchhalterin bei der Christlichen Straffälligenhilfe.
Sie absolvierte ein Studium der Nautik an der Jade Hochschule in Elsfleth mit einem Bachelorabschluss. Rackete spricht mehrere Fremdsprachen.
Vor und während des Studiums arbeitete sie als nautische Offizierin unter anderem zwei Jahre auf den Forschungsschiffen Polarstern des Bremerhavener Alfred-Wegener-Instituts (AWI) und Meteor, deren Betreiberin die Universität Hamburg ist.
Anschließend fuhr Rackete als nautische Offizierin auf Kreuzfahrtschiffen sowie auf Schiffen von Greenpeace und des British Antarctic Survey.
Nach eigenen Angaben war sie seit 2011 neun Mal in der Antarktis.
Schon bei ihrer ersten Reise auf dem Forschungsschiff Polarstern im Jahr 2011 nahm sie die gravierenden Folgen des Klimawandels wahr. Von 2015 bis 2018 absolvierte sie ein Studium des Naturschutzmanagements (Conservation Management) an der Edge Hill University im englischen Ormskirk, das sie mit dem Master abschloss. 2018 arbeitete sie als Fremdenführerin auf Expeditionskreuzfahrten.
Im Jahre 2016 nahm Rackete vor Libyen erstmals als freiwillige Kapitänin an einer Mission für den Verein Sea-Watch teil. Im selben Jahr war sie auch bereits als freiwillige Kapitänin auf der Sea-Watch 2 eingesetzt. Im Juni 2019 wurde sie kurzfristig als Ersatz für einen ausgefallenen Kapitän zur freiwilligen Kapitänin der Sea-Watch 3 berufen.
Seit Abschluss ihres Studiums des Naturschutzmanagements im Jahr 2018 arbeitet Rackete als freiberufliche Ökologin und Aktivistin. Rackete unterstützt die Umweltbewegung Extinction Rebellion und gründete im Jahr 2019 Extinction Rebellion in Berlin mit. Sie beteiligte sich bei der Besetzung des Hambacher Forstes und des Dannenröder Waldes.
Im Rahmen der Feldforschung für ihre Masterarbeit untersuchte Rackete zwischen 2017 und 2018 die Entwicklung der Population der Wanderalbatrosse in Südgeorgien und beteiligte sich am Langzeitmonitoring von Seevögeln und Vegetation. Im Frühjahr 2020 war Rackete als technische Besatzung mit Greenpeace in der Antarktis, um die Population der Finnwale zu untersuchen. Im Jahr 2023 war sie als wissenschaftliche Assistentin bei einer Forschungsreise über Finnwale in der Westantarktika beteiligt, die von der Universität Hamburg durchgeführt wurde. Seit Dezember 2020 führte Rackete bei der Bob Brown Foundation eine erfolgreiche Kampagne gegen den Ausbau des Flughafens der australischen Davis-Station durch und setzt sich für den langfristigen Schutz der Antarktis und der Tierwelt ein. Rackete ist Mitbegründerin der Initiative Antarctic Rights und Hauptinitiatorin der Antarktis-Erklärung, welche die Anerkennung der Antarktis als juristische Person fordert. Für ihr klimapolitisches und gesellschaftliches Engagement wurde ihr im Mai 2021 von der Universität von Namur die Ehrendoktorwürde verliehen. Im Jahr 2022 beteiligte sie sich an einem Protest der indigenen Bevölkerung Sámi gegen die Entwaldung der Arktis und für die Landrechte der Sámi.
In ihrem Podcast „Just Nature?“ spricht Rackete über das Artensterben und die Bedeutung von Gerechtigkeit in der globalen Naturschutzbewegung.

## Rettung von 53 Menschen im Mittelmeer

### Ereignisse im Juni und Juli 2019

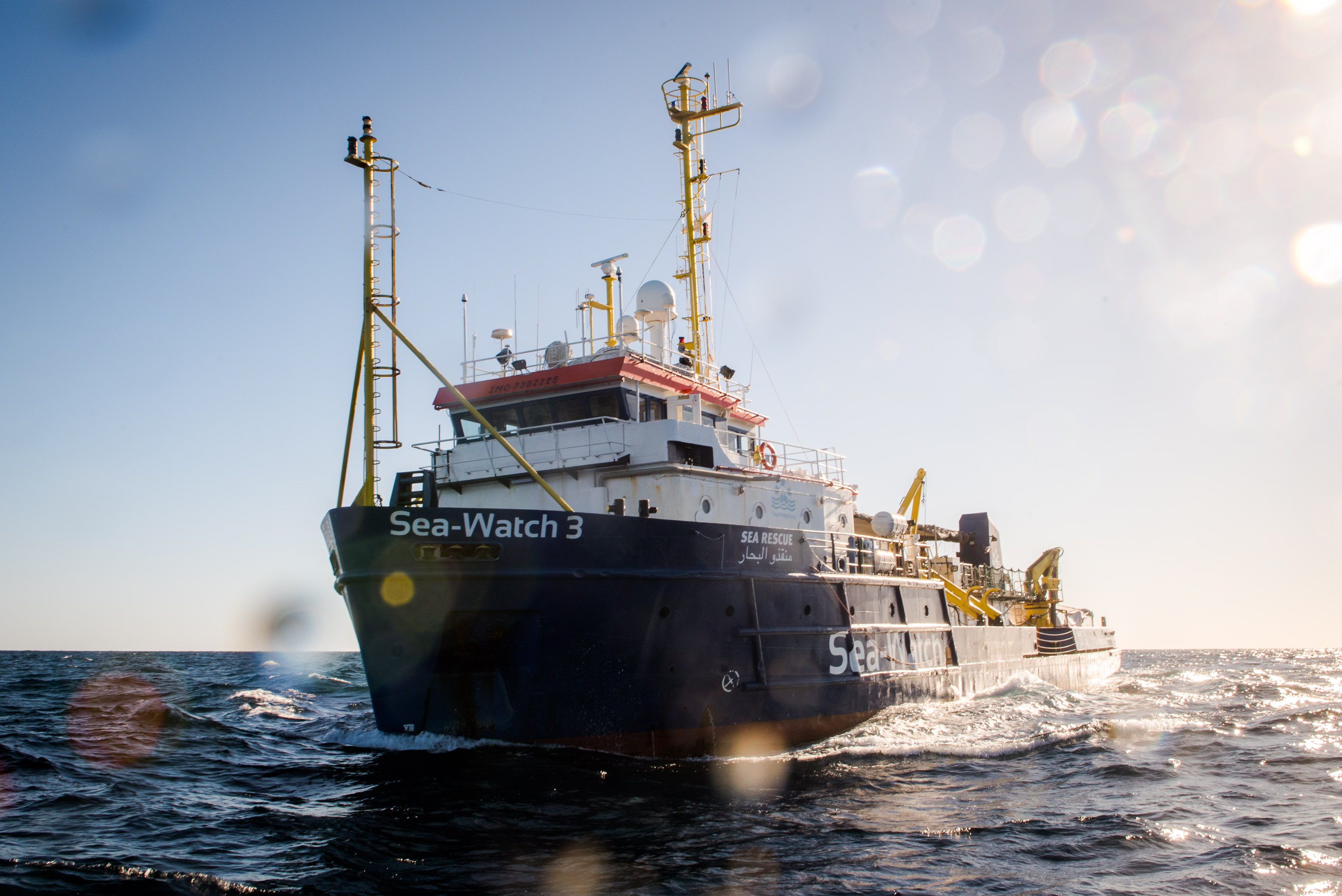
Die Sea-Watch 3 (2018)

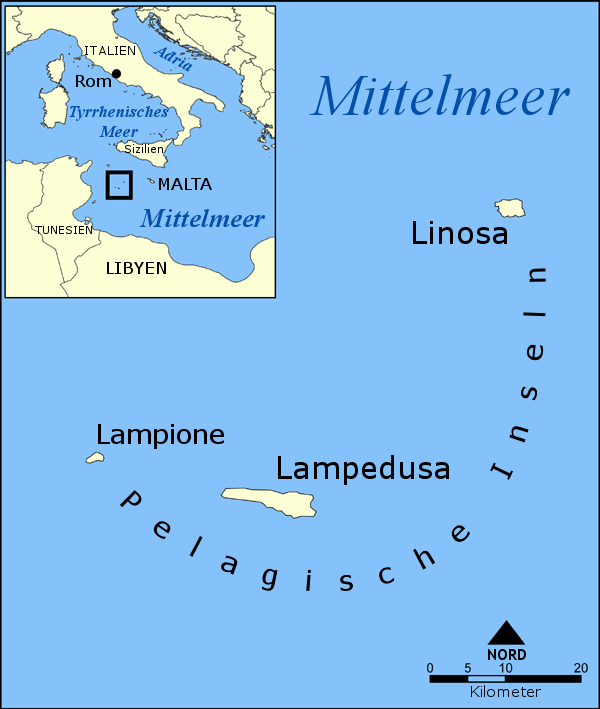
Die Lage von Lampedusa im Mittelmeer

Nach der Seenotrettung von 53 Bootsmigranten vor der libyschen Küste im Mittelmeer am 12. Juni 2019 wurde der Sea-Watch 3 das Anlaufen der Insel Lampedusa durch italienische Behörden verweigert. Rackete fuhr den 250 Seemeilen entfernten italienischen Hafen statt den 47 Seemeilen entfernten libyschen Hafen an, weil Libyen, wie auch die EU-Kommission erklärte, kein sicherer Ort für Schiffbrüchige sei. Das Seerechtsübereinkommen der Vereinten Nationen bestimmt, dass Gerettete an einen sicheren Ort gebracht werden müssen. 13 der Migranten auf der Sea-Watch 3 wurden von Italien bereits vor der Einfahrt in den Hafen aus medizinischen Gründen aufgenommen und vom Schiff abgeborgen. Eine Fahrt ins näher gelegene Tunesien fassten die Aktivisten nach Angaben von Sea-Watch und Rackete nicht ins Auge, weil sie der Ansicht sind, zum „sicheren Ort“ für gerettete Schiffbrüchige gehöre auch zwingend der Zugang zu einem Asylverfahren. Außerdem habe sich das Land in der Vergangenheit wenig kooperativ verhalten und Schiffe mit Schiffbrüchigen warten lassen.
Nachdem Rackete in der Nacht auf den 29. Juni aufgrund der Situation an Bord eine Notstandssituation erklärt hatte, entschloss sie sich, den Hafen mit den 40 verbliebenen Migranten trotz einer Hafensperrung und entgegen den Anweisungen der Guardia di Finanza anzulaufen. Ein Schnellboot der Guardia di Finanza, das die Sea-Watch 3 am Anlegen zu hindern versuchte, wurde dabei an der Mole eingeklemmt und gestreift. Beim Verlassen des Schiffes wurde Rackete von der lokalen Bevölkerung sowohl mit Applaus als auch mit Beleidigungen empfangen.
Rackete wurde im Hafen festgenommen und unter Hausarrest gestellt. Ihr wurde zunächst vorgeworfen, sie hätte den Gehorsam gegenüber Vollstreckungsbeamten verweigert, Widerstands- oder Gewaltakte gegen ein Kriegsschiff begangen und sei verbotswidrig als Bootsführerin mit einem Schiff in italienische Hoheitsgewässer eingefahren.
Am 1. Juli wurde sie von Lampedusa nach Agrigent auf Sizilien gebracht, um von einer Untersuchungsrichterin vernommen zu werden.
Am 2. Juli 2019 wurde der Hausarrest wieder aufgehoben. Die Untersuchungsrichterin Alessandra Vella wies die vorgebrachten Beschuldigungen zurück und entschied, die Kapitänin habe nicht gegen das Gesetz verstoßen. Nach einem dem MDR vorliegenden Gerichtsbeschluss des Landgerichts hat die Richterin argumentiert, dass die Verpflichtung zur Rettung auf See nach internationalem Seerecht stärker zu bewerten sei als die von Innenminister Salvini veränderten gesetzlichen Regelungen in Italien. Die Kapitänin habe „in Erfüllung einer Pflicht“ gehandelt. Das Ausmaß des Zusammenstoßes mit einem an der Kaimauer festgemachten Boot der Finanzpolizei sei in der Darstellung übertrieben worden. Rackete wurde entlastet. Rackete hätte keinen Hafen in Libyen oder Tunesien ansteuern können, weil in diesen Ländern Menschenrechtsverletzungen drohten. Malta sei weiter weg als Italien gewesen. Vella wurde von Politikern der italienischen Regierung heftig attackiert; Innenminister Salvini bezeichnete den Beschluss zur Freilassung der Kapitänin als „skandalös“ und betonte, dass er auf eine härtere Reaktion der italienischen Justiz gehofft habe. In den sozialen Medien wurde die Untersuchungsrichterin grob beleidigt und erhielt Morddrohungen. UN-Menschenrechtsexperten des UN-Menschenrechtsrats verurteilten daraufhin am 18. Juli die Kriminalisierung der Seenotrettung und die Einschüchterung der unabhängigen italienischen Justiz durch Medien und Innenminister Salvini.
Am 18. Juli 2019 stellte sich Carola Rackete rund vier Stunden den Fragen der Staatsanwaltschaft in Agrigent zu dem Vorwurf der Beihilfe zur illegalen Einwanderung und des Widerstands gegen ein Kriegsschiff. Sie wurde ohne Auflagen freigelassen und verließ anschließend Italien.
Auf der Grundlage des Sicherheitsdekrets wurde eine Geldstrafe von 16.600 EUR gegen Rackete verhängt, die dagegen Widerspruch einlegte.
Die Staatsanwaltschaft in Rom beauftragte Anfang September 2019 die Durchsuchung und Beweissicherung der Social-Media-Konten des ehemaligen Innenministers Salvini im Rahmen einer von Rackete eingereichten Verleumdungsklage. Salvini attackierte Rackete in den Medien, unter anderem als „Gesetzlose, Komplizin von Schleppern, potenzielle Mörderin, Kriminelle und Piratin“. Die Ermittlungen gegen Salvini wurden im Februar 2020 eingestellt.
Am 19. Mai 2021 wurde auch das Verfahren gegen Rackete auf Antrag der Staatsanwaltschaft in Agrigent eingestellt. Rackete habe mit ihrem Vorgehen ihre Pflicht erfüllt und deshalb werde das Anlegemanöver nicht als Widerstand oder Gewalt gegen ein staatliches Schiff eingestuft. Die Untersuchungsrichterin Alessandra Vella begründete die Einstellung damit, dass das Nothafenrecht zum Einlaufen in einen Hafen gegeben war und Rackete mit ihrem Vorgehen die Pflicht zur Seenotrettung erfüllt habe.

### Rechtliche Aspekte
Der Europäische Gerichtshof für Menschenrechte (EGMR) wies am 25. Juni 2019 in seiner Entscheidung den „Antrag auf Anordnung vorläufiger Maßnahmen der Antragsteller in der Rechtssache Rackete und andere gegen Italien“ (“interim measure requested by the applicants in the case of Rackete and Others v. Italy”) ab, mit dem die Antragsteller eine Anlegeerlaubnis in Italien durch den EGMR erreichen wollten, da es zu diesem Zeitpunkt kein „unmittelbares Risiko für irreparablen Schaden“ gegeben habe.

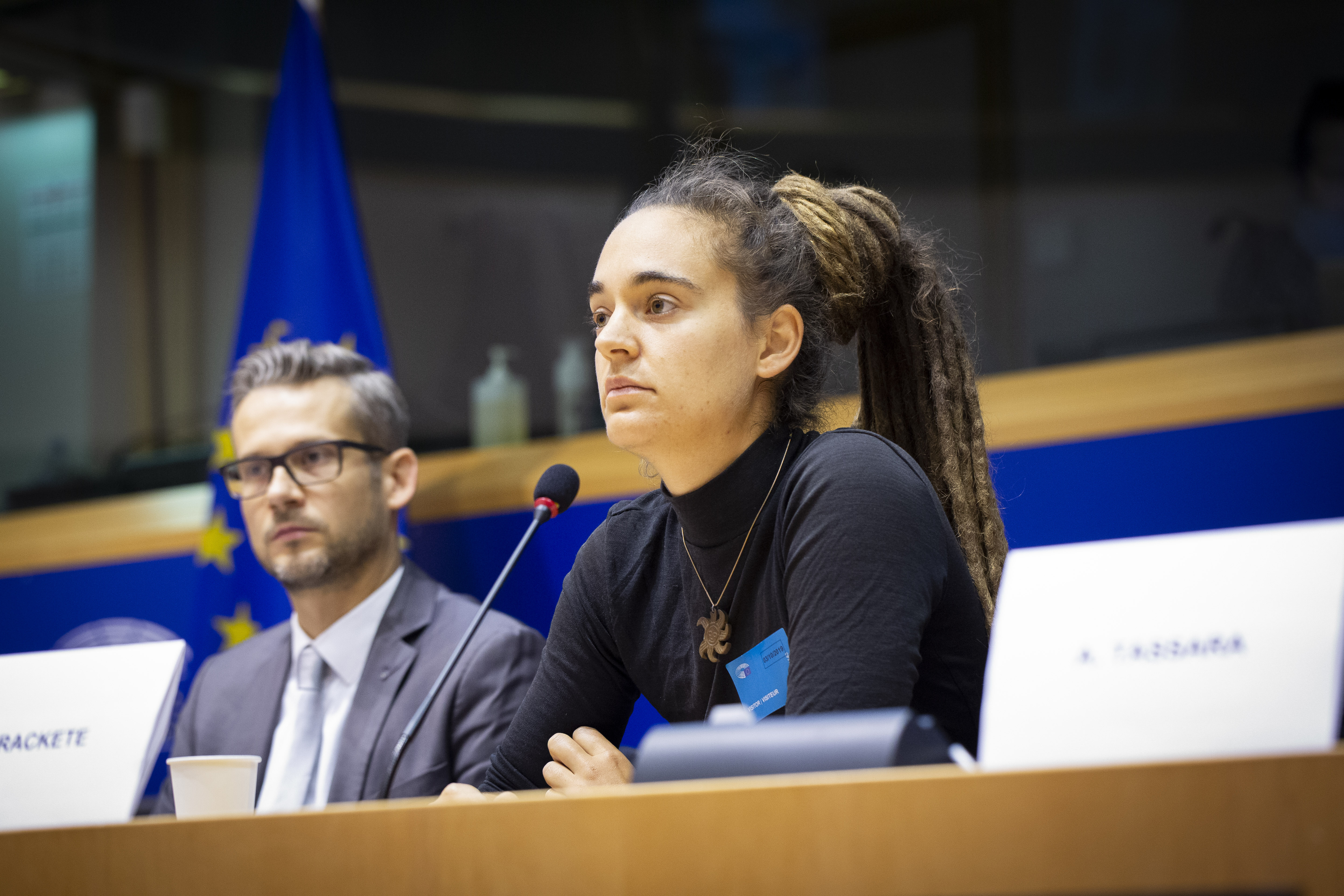
Carola Rackete im Europäischen Parlament im Oktober 2019

Am 28. Juni 2019 leitete die italienische Staatsanwaltschaft ein Ermittlungsverfahren ein. Demnach drohten der Kapitänin wegen Missachtung der Hafensperrung und wegen des Einlaufens in italienische Hoheitsgewässer bis zu 50.000 Euro Geldbuße sowie wegen „Gewaltanwendung gegen ein Kriegsschiff“ drei bis zehn Jahre Gefängnis. Die Untersuchungsrichterin wies die Haftgründe am 2. Juli 2019 in allen Punkten zurück. Unter anderem, weil es sich bei dem Boot der Finanzpolizei nicht um ein Kriegsschiff gehandelt habe. Weiterhin führte sie aus, das Ausmaß des Zusammenstoßes mit dem an der Kaimauer festgemachten Boot der Finanzpolizei sei in der Darstellung übertrieben worden. Der Kassationshof (Corte Suprema di Cassazione) in Italien hat die Beschwerde der Staatsanwaltschaft gegen die Freilassung der deutschen Sea-Watch-Kapitänin Carola Rackete im Januar 2020 in letzter Instanz abgewiesen.
Fraglich ist, ob Italiens Innenminister Matteo Salvini mit seinen Anordnungen zum Anlandeverbot gegen italienisches Recht sowie internationales Seerecht zur Rettung Schiffbrüchiger verstoßen habe, da das von Salvini erlassene Gesetzesdekret die Kompetenzen des Innenministers de facto über internationale Konventionen hinweghebe. Die Untersuchungsrichterin beschied am 2. Juli 2019 dazu, dass NGO-Schiffe mit ihren Rettungsaktivitäten nicht gegen Gesetze verstoßen und somit nicht zum Objekt solcher Sanktionen (Geldbußen) werden könnten.
Artikel 98 des Seerechtsübereinkommens bestimmt: „Jeder Staat verpflichtet den Kapitän eines seine Flagge führenden Schiffes (…) jeder Person, die auf See in Lebensgefahr angetroffen wird, Hilfe zu leisten [und] so schnell wie möglich Personen in Seenot zu Hilfe zu eilen.“ Für die Schifffahrt gelten außerdem weitere internationale Abkommen, die zur Hilfeleistung verpflichten. Dazu gehören das Internationale Übereinkommen von 1974 zum Schutz des menschlichen Lebens auf See und das Internationale Übereinkommen von 1979 zur Seenotrettung. Diese Abkommen wurden sowohl von den Niederlanden, unter deren Flagge die Sea-Watch 3 unterwegs war, als auch von Deutschland als Sitz der Organisation Sea-Watch und von Italien unterzeichnet und ratifiziert, die somit der Seenotrettung verpflichtet sind.
Die deutsche Juristin Nele Matz-Lück, Professorin für Internationales Recht am Walther-Schücking-Institut, gab am 2. Juli 2019 die Einschätzung ab, dass die Kapitänin die Schiffbrüchigen aufnehmen musste. Davon zu unterscheiden sei die Frage, ob Rackete in den Hafen einlaufen durfte. Ein mit der Aufnahmepflicht der Schiffbrüchigen an Bord korrespondierendes Recht im Sinne einer Aufnahmepflicht an Land für Staaten gebe es nicht, hier bestehe eine Lücke im Seerecht. Die Frage sei, „ob man sich dann irgendwann die Einfahrt in den Hafen erzwingen“ dürfe.
Oliver Diggelmann, Professor für Völkerrecht an der Universität Zürich, sagte in einem Interview in der NZZ: „Nach bekannter Faktenlage ist die erzwungene Einfahrt auf Lampedusa eindeutig nicht vom Völkerrecht gedeckt“. Italien sei nur dann dazu verpflichtet, Rettungsschiffe in seine Häfen einfahren zu lassen, wenn jemand an Bord in Lebensgefahr sei und diese Gefahr nicht an Bord behoben werden könne.
Rackete selbst berief sich bezüglich ihrer Entscheidung auf das Nothafenrecht.
Die italienische Untersuchungsrichterin stellte bei Einstellung des Verfahrens gegen Rackete fest, dass ihr Vorgehen nicht Widerstand oder Gewalt gegen ein Kriegsschiff gewesen war und Rackete überdies ihre Pflicht zur Seenotrettung erfüllt habe.
Im September 2024 wurde Salvini in Palermo wegen Freiheitsberaubung in zahlreichen Fällen, unter anderem an Rackete, und Amtsmissbrauchs angeklagt. Bei einer Verurteilung drohen ihm bis zu sechs Jahre Haft.

### Reaktionen

#### Betroffene
Ein Sea-Watch-Sprecher begründete die Entscheidung der Kapitänin, den Hafen anzufahren: „Es war der verzweifelte letzte Versuch, die Sicherheit der Menschen sicherzustellen.“ Zu dem Zeitpunkt hatte sich bereits eine politische Lösung für die Migranten angebahnt: Mehrere EU-Staaten, darunter Deutschland, hatten sich bereit erklärt, die Schutzsuchenden aufzunehmen. Italiens Innenminister Salvini verlangte noch entsprechende Garantien, ohne diese dürften die Migranten nicht von Bord gehen.
In einem Spiegel-Interview erklärte Rackete, sie sei bereit, die Konsequenzen zu tragen. Wenn sie die Gerichte nicht freisprechen würden, würden es die Geschichtsbücher tun. Rackete sagte über ihre Anwälte der italienischen Tageszeitung Corriere della Sera: „Die Situation war hoffnungslos. Und mein Ziel war es lediglich, erschöpfte und verzweifelte Menschen an Land zu bringen.“
Nach ihrer Freilassung erklärte Rackete laut Sea-Watch, dass sie „die Solidarität, die mir so viele Menschen ausgedrückt haben, berührt“ habe. Die Entscheidung, keine freiheitsentziehenden Maßnahmen gegen sie zu verhängen, empfinde sie als großen Gewinn für die Solidarität mit Flüchtlingen, Migranten und Asylbewerbern und gegen die Kriminalisierung der Helfer.

#### Presse und soziale Medien
Über die Festnahme Racketes wurde international berichtet: Le Figaro berichtete umfangreich über die Vorgänge. Weitere Berichte erschienen in Le Monde, The New York Times, El País, Il Messaggero und der Neuen Zürcher Zeitung.
Während im deutschen Mediendiskurs Racketes Wirken überwiegend zustimmend dargestellt wird, ist in italienischen Medien überwiegend Kritik daran zu finden, die sich laut einer Kolumne des konservativen Journalisten Wolfram Weimer dort zum „Shitstorm“ ausweitete.
Nebst der laufenden Berichterstattung beschäftigten sich in der deutschsprachigen Presse Kommentare und Beiträge von Gastautoren mit Racketes Rettungsaktion:
- Der Leiter der Auslandredaktion der Neuen Zürcher Zeitung, Peter Rásonyi, stellte Racketes Rettungsaktion in den Zusammenhang der europäischen Migrationspolitik. „Das Elend der immer noch fast täglich im Mittelmeer ertrinkenden Migranten aus Afrika ist schwer zu ertragen. Da scheint doch jemand wie Rackete, die auf dem offenen Meer Menschen aus prekären Gummibooten retten und ans sichere Land führen will, automatisch im moralischen Recht zu sein“. Es sei jedoch ein „unerhörter Rechtsverstoss und eine Missachtung, ja geradezu die Verhöhnung der italienischen Staatsautorität“ gewesen, dass Rackete mit der Sea-Watch 3 „entgegen einem expliziten Verbot in einen italienischen Hafen eingedrungen“ ist. Es wäre absehbar, dass sich wohlmeinende Retter künftig zu „impliziten Partnern der libyschen Schlepper“ machen würden, wenn Italien „dem deutschen moralischen Imperativ und Leuten wie Rackete“ nachgäbe. Er gestand ihr jedoch zu, dass es „ehrenhaft und nicht zu tadeln“ sei, unmittelbar Menschen in Not zu helfen.[72]
- Die italienische Philosophin Donatella Di Cesare verteidigte Carola Rackete in einem Gastbeitrag in der Zeit und verglich sie mit Sophokles’ Antigone: Wo die Verteidigung von Menschenrechten zur Straftat wird, sei ziviler Ungehorsam das Gebot der Stunde. „Wer sich dazu verpflichtet, Menschenleben zu retten, macht sich schuldig, wenn er dies unterlässt. Eine Umkehrung ist nicht akzeptabel.“[73]
- In einem philosophischen Kommentar im Deutschlandfunk Kultur beschrieb Arnd Pollmann Carola Rackete mit Greta Thunberg und Alexandria Ocasio-Cortez als moderne Verkörperung des Heldenhaften. Sie zeichneten sich durch moralische Integrität und fehlenden Narzissmus aus und seien die Gegenthese zum antiken Heros im Mythos. Es sei daher kein Wunder, dass sie angefeindet werden. Furchtlos seien sie nur insofern, „als sie ihre Furcht beherzt niederringen müssen. Auch Carola Rackete wird sehr wohl Angst vor dem Gefängnis gehabt haben, als sie in den Hafen von Lampedusa einfuhr“. Diese neuen Heldinnen „sind undogmatische Überzeugungstäterinnen. Eben das macht sie zu role models. Sie warten nicht länger, bis sich die anderen und vor allem auch die Mächtigen ändern“.[74]

In den sozialen Medien wurden die Festnahme Carola Racketes und ihr Verhalten vielfach und kontrovers diskutiert. Ein Sprecher des deutschen Außenministeriums verurteilte die Art von Online-Drohungen und Hassreden, die dazu geführt hatten, dass sich die deutsche Kapitänin eines Seenotrettungsschiffs nach ihrer Freilassung an einem geheimen Ort verstecken musste, als völlig inakzeptabel.

#### Spendenaufruf
Unmittelbar nach der Festnahme starteten in Deutschland Solidaritätsaktionen. So riefen am 29. Juni 2019 die Fernsehmoderatoren Jan Böhmermann und Klaas Heufer-Umlauf zu Spenden auf, die für die anfallenden Rechtskosten und Ausgaben der Lebensretter verwendet werden sollten. Nach einem Tag waren bereits über 600.000 Euro zusammengekommen. Insgesamt wurden ungefähr eine Million Euro für die NGO Sea-Watch gespendet. Böhmermann bezeichnete die Aktion auf Twitter als Erfolg und schrieb: „Das ist nicht nur dringend benötigtes Geld, sondern auch ein Signal – an die Lebensretter und die politisch Verantwortlichen.“
Eine in Italien gestartete Spendenaktion zugunsten der Seenotrettungsorganisation Sea-Watch und Racketes erbrachte bis zum 1. Juli über 400.000 Euro.
Laut einem Sprecher der deutschen Hilfsorganisation Sea-Watch sollte ein Teil der Spenden von mehr als 1,4 Millionen Euro für das Verfahren gegen Rackete verwendet, ein anderer für die Seenotrettung eingesetzt werden.

#### Italienische Politik und Öffentlichkeit
Innenminister Matteo Salvini wies jegliche Kritik am Verhalten Italiens zurück und kommentierte auf Twitter, dass sein Land von niemandem Belehrungen akzeptiere: „Verbrecherische Kapitänin festgenommen, Piratenschiff beschlagnahmt, Höchststrafe für die ausländische Nichtregierungsorganisation.“ Salvini titulierte Rackete als sbruffoncella (kleine Angeberin), die Wert darauf lege, Wasser zu sparen, denn dieses würde sie wenig nutzen. Von der deutschen Tagesschau wurde Rackete am 29. Juni 2019 als „gefühlt wichtigste Gegenspielerin“ Salvinis bezeichnet. Salvini kritisierte die Entscheidung der Untersuchungsrichterin, Rackete auf freien Fuß zu setzen. Für die italienische Justiz sei es „offenbar kein Grund ins Gefängnis zu gehen, wenn man die Gesetze ignoriert und ein Boot der Finanzpolizei rammt“. Er schäme sich für diejenigen, die zuließen, dass der erstbeste Ausländer in Italien gegen Gesetze verstoße und das Leben von Soldaten gefährde, die ihre Arbeit täten. Die richterliche Entscheidung sei eine Aufforderung, bei Sicherheitskontrollen nicht anzuhalten und Polizeifahrzeuge zu rammen. Die „kriminelle Kommandantin“ werde ausgewiesen, da sie eine Bedrohung der nationalen Sicherheit sei. Carola Racketes Anwalt teilte mit, dass er eine Verleumdungsklage gegen Salvini vorbereitet habe, was Salvini anlässlich eines Parteifestes der Lega in Barzago kommentierte und zu einer Beschimpfung Racketes als „deutsche Zecke“ nutzte. (Originalzitat: italienisch „Pure la zecca tedesca mi ha denunciato.“ ‚Auch die deutsche Zecke hat mich angezeigt.‘) Salvinis Kritik an der Freilassung Racketes durch eine Untersuchungsrichterin kommentierte Reinhard Veser in der FAZ als Angriff auf die Unabhängigkeit der italienischen Justiz. Salvini habe nicht nur „die Grenzen des ihm gebotenen Maßes und des Anstands verletzt, sondern die Axt gleich an die Grundlagen des Rechtsstaats gelegt“. Nach der Einreichung der Klage nahm die Staatsanwaltschaft vorläufige Ermittlungen gegen Salvini auf.
In Italien zeigten diverse Umfragen, dass die Zustimmung in der Bevölkerung für Salvinis Haltung klar überwog.
Während der Ankunft der Sea-Watch 3 im Hafen von Lampedusa zeigten die italienischen Fernsehsender Befürworter und Gegner der Rettungsaktion in der Bevölkerung. Eine Gegnerin der Aktion, die sich in der Menschenmenge aufhielt, hatte gebrüllt: „Wie kann es sein, dass hier jeder machen kann, was er will?“ Daraufhin forderte sie lautstark die Verhaftung von Rackete.
Der Koalitionspartner von Salvinis Partei Lega, die Movimento 5 Stelle (M5S), sowie die in der Regierung vertretenen Minister der M5S stimmten mit Salvinis Position überein. Der Parteichef der M5S, Luigi Di Maio, bezeichnete die Aktionen der privaten Seenotretter als „intellektuell unaufrichtig“ und eine „politische Show“, die dem Ziel diene, die italienische Regierung anzuschwärzen. Auch der italienische Ministerpräsident Giuseppe Conte sparte nicht mit deutlicher Kritik an Deutschland. Er sah in der Sea-Watch-Aktion die Absicht, gezielt gegen die italienische Regierung vorzugehen, um sie herauszufordern, zumal sich die Kapitänin nicht genug um andere Häfen bemüht habe. Er interpretierte das Vorgehen Racketes somit als Erpressung.
Jedoch gab es auch kritische Gegenstimmen. Der Senator Gregorio De Falco übte Kritik an Salvini: „Gli Schettino erano a Roma, non a bordo“ („Die Schettinos saßen in Rom und [waren] nicht an Bord“). Leoluca Orlando, Bürgermeister von Palermo, kündigte an, Strafanzeige gegen das italienische Innenministerium zu erstatten, da es Rackete keine andere Wahl gelassen habe, als auf Lampedusa anzulegen. Dem Sea-Watch-Einsatzleiter Philipp Hahn zufolge ist der gesamten Crew der Sea Watch 3 die Ehrenbürgerschaft von Palermo angeboten worden. Luigi de Magistris, Bürgermeister von Neapel, sagte: „Die Verhaftung von Carola Rackete ist für mich mit der Verhaftung der Menschlichkeit gleichzusetzen. Ich schäme mich für diese Regierung.“
Der Abgeordnete Alex Bazzaro von der Lega versuchte mit einer Fotomontage, einem gefälschten Foto von Abgeordneten und Sea Watch 3 beim Mittagessen an Bord, den Vorgang für die Auseinandersetzung mit der Partito Democratico zu instrumentalisieren.

#### Deutsche Politik
Außenminister Heiko Maas (SPD) kommentierte die Festnahme von Rackete mit „Seenotrettung darf nicht kriminalisiert werden“, da es eine humanitäre Verpflichtung sei. Bundespräsident Frank-Walter Steinmeier kritisierte Racketes Festnahme ebenfalls. Steinmeier verteidigte die Kapitänin, weil er einen anderen Umgang seitens Italiens in Bezug auf Menschenrettung erwartete, da Italien ein Gründungsmitglied der EU sei. Bundesentwicklungshilfeminister Gerd Müller (CSU) forderte, dass die Europäische Union die sofortige Freilassung Racketes einfordern möge.
Bundestagspräsident Wolfgang Schäuble (CDU) bekräftigte, „dass man Menschen, die in Seenot sind, retten muss“, jedoch sollten es Seenotrettungsorganisationen vermeiden, falsche Signale zu senden.
Die Bundesvorsitzende der Grünen, Annalena Baerbock, warf Horst Seehofer vor, dass es nicht zu der Verhaftung Racketes im Hafen habe kommen müssen, wenn er frühzeitig deutlich gemacht hätte, dass von den Geretteten an Bord der Sea-Watch Menschen nach Deutschland kommen dürfen. Zur Seenotrettung sagte sie: „Dass Menschen für die Rettung des Lebens anderer Menschen und für die Einhaltung des internationalen Seerechtsübereinkommens verhaftet werden, entspricht nicht meinem Verständnis von Europa.“
Darüber hinaus befürworteten die damaligen Linken-Abgeordneten Anke Domscheit-Berg und Özlem Demirel-Böhlke das Verhalten von Carola Rackete, weil sie eine gute Tat für die Menschlichkeit begangen hätte.
Von der rechtsextremen AfD kamen zustimmende Stimmen zur Festnahme Racketes. Für Beatrix von Storch ist Rackete eine „Komplizin der Schlepper“. Petr Bystron sagte in einem Interview: „Es ist europaweiter Konsens, dass die Schlepperei im Mittelmeer rechtswidrig ist. Daher ist die Festnahme von Frau Rackete ein völlig normaler Vorgang.“

#### Andere Länder
Die Sea Watch 3 hat hauptsächlich deutsche Besatzung, fährt aber unter niederländischer Flagge. In den Niederlanden erklärte die größte Regierungspartei VVD, dass Nichtregierungsorganisationen, die bewusst Menschen ohne Erlaubnis aufgabeln, wegen der Erleichterung des Menschenhandels verurteilt werden müssen. Sprecher Jeroen van Wijngaarden sagte: „Sie sind eigentlich kein Rettungsdienst, sondern ein Fährdienst“. Innerhalb der niederländischen Koalitionsregierung erhielten sie Unterstützung von der CDA, und im niederländischen Parlament gab es im Prinzip eine Mehrheit, die dies unterstützte. Die beiden anderen Parteien der Koalitionsregierung protestierten jedoch nachdrücklich gegen diese Aussage.
Der österreichische Bundespräsident Alexander Van der Bellen sagte am 1. Juli 2019 anlässlich des Besuchs des italienischen Staatspräsidenten Sergio Mattarella in Wien: „Wenn ich in Österreich an einem Binnensee ein Boot in Not sehe und nicht zu Hilfe eile, dann werde ich bestraft wegen unterlassener Hilfeleistung – aber ich werde nicht dafür bestraft, wenn ich diese Hilfe leiste.“
Der damalige Bundeskanzler Sebastian Kurz, Chef der Österreichischen Volkspartei (ÖVP), unterstützte dagegen den Kurs von Italiens Innenminister Matteo Salvini. In einem Interview meinte er über die Schiffsbetreiber: „Sie wecken damit nur falsche Hoffnungen und locken damit womöglich unabsichtlich noch mehr Menschen in Gefahr“. Solange die Rettung im Mittelmeer mit einem Ticket nach Europa verbunden sei, machten sich immer mehr Menschen auf den Weg. „Wenn wir sicherstellen, dass jeder, der sich illegal auf den Weg macht, zurückgebracht wird in sein Herkunftsland oder in ein Transitland, werden wir die illegale Migration stoppen, das Geschäft der Schlepper zerstören und das Wichtigste: das Ertrinken im Mittelmeer endlich beenden.“
Der luxemburgische Außenminister Jean Asselborn sowie der französische Innenminister Christophe Castaner schätzten die Schließung der Häfen als Verstoß gegen das Seerecht ein. Asselborn forderte Racketes Freilassung und erklärte, dass sie sich „in der Pflicht befunden“ habe, die Migranten nach Lampedusa zu bringen.
Das Parlament von Katalonien verlieh Carola Rackete und dem Gründer der Hilfsorganisation Proactiva Open Arms, Oscar Camps, im September 2019 eine Ehrenmedaille. Die Laudatio hielt Pep Guardiola.

#### Vereinte Nationen und andere Organisationen
Zu der Frage der Seenotrettung, die Rackete geltend gemacht hatte, sagte Stéphane Dujarric, der Sprecher von UNO-Generalsekretär António Guterres: „Seenotrettung ist ein seit Langem bestehender humanitärer Imperativ, der auch völkerrechtlich vorgeschrieben ist. Kein Schiff oder Schiffsführer sollte von Geldstrafen bedroht sein, wenn er Booten in Seenot zu Hilfe kommt, bei denen Menschen sonst ihr Leben verlieren würden.“
Nach der Freilassung Racketes durch eine Untersuchungsrichterin erklärte der Generalsekretär von Amnesty International in Deutschland, Markus N. Beeko, Rackete sei durch das Seerecht verpflichtet gewesen, Menschen aus Seenot zu retten und in den nächstgelegenen sicheren Hafen zu bringen. Das sei durch das italienische Gericht bestätigt worden.
Ärzte ohne Grenzen forderten eine sofortige Beendigung der Kriminalisierung und Blockade der zivilen Seenotrettung. Es sei zynisch, „dass die EU-Staaten mit Hilfe der libyschen Küstenwache und durch gezielte Maßnahmen gegen zivile Rettungsschiffe die Flucht aus diesem Konfliktgebiet nahezu unmöglich machen“, sagte die stellvertretende Geschäftsführerin der Organisation in Deutschland.

#### Kirchenvertreter
Der Ratsvorsitzende der Evangelischen Kirche in Deutschland, Heinrich Bedford-Strohm, der noch Anfang Juni die Sea Watch 3 besucht hatte, sagte, die Verhaftung sei eine „Schande für Europa“ und mache ihn „traurig und zornig“.
Der Sonderbeauftragte für Flüchtlingsfragen und Vorsitzende der Migrationskommission der Deutschen Bischofskonferenz, der Hamburger Erzbischof Stefan Heße, sagte, Rackete sei einem klaren ethischen Imperativ gefolgt. Ertrinkende müsse man retten, „ohne Wenn und Aber“. Wer wie die Kapitänin ein Menschenleben rette, stehe in der Nachfolge Jesu.

## Weiteres politisches Engagement
Carola Rackete ist Gründungsmitglied der Progressiven Internationalen.
Am 12. November 2020 wurde Rackete im Dannenröder Forst nach einer Baumbesetzung von der Polizei u. a. zur Personalienfeststellung in Gewahrsam genommen und ein fünftägiger Platzverweis erteilt. Im Februar 2021 sprach sich Carola Rackete in einem Bündnis mit Christoph Lübcke, Max Uthoff, Ruprecht Polenz, Beate Klarsfeld und vielen anderen gegen die Finanzierung der AfD-nahen Desiderius-Erasmus-Stiftung aus und warnte vor dem „Stiftungstrick der AfD“.

## Engagement für Die Linke

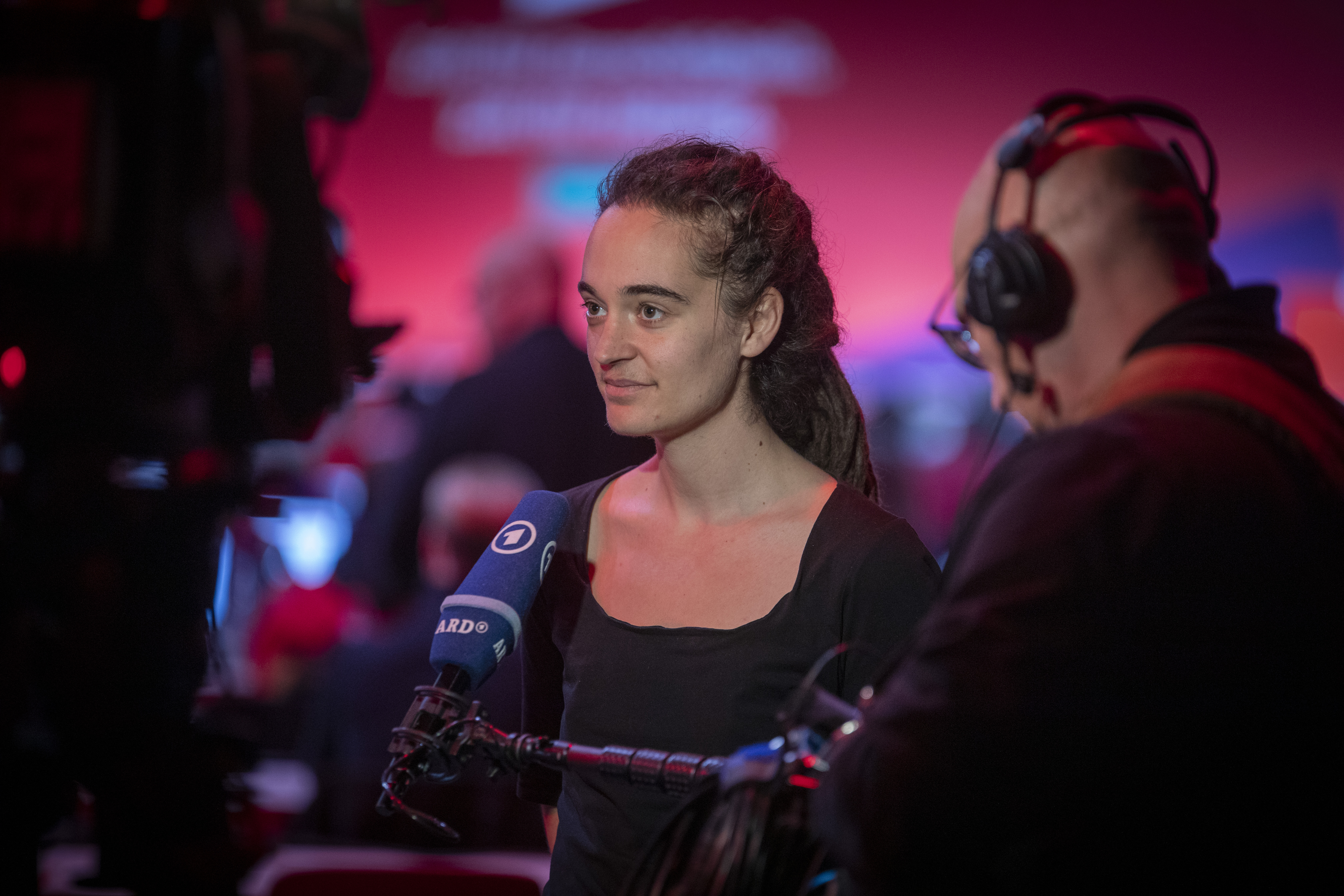
Carola Rackete beim Europaparteitag in Augsburg 2023

Im Juli 2023 erklärten die Parteivorsitzenden der Linken, dass Rackete nach Vorschlag des Parteivorstandes der Linken auf Platz 2 der Kandidatenliste der Partei zur Europawahl 2024 antreten solle, was im November 2023 von einem Parteitag bestätigt wurde. Im Interview mit dem Spiegel gab sie an, ihr Wissen als Ökologin im Umweltausschuss einbringen zu wollen, wenn ihre Kandidatur Erfolg habe. Als politische Ziele gab sie an, die Agrarsubventionen der EU zur Erleichterung von Betrieben bei der Umstellung auf ökologische Landwirtschaft aufwenden und Spekulation mit Ackerflächen und Lebensmitteln beenden zu wollen. Rackete kündigte zudem an, sie wolle ihr Mandat aktivistisch für Klimagerechtigkeit nutzen; es sei „für die Bewegungen gedacht, um in Brüssel eine Art ‚Watchdog‘“ zu sein. Ihre Nominierung löste eine parteiinterne Krise innerhalb der Partei Die Linke aus; Kritik kam insbesondere von dem Bundestagsabgeordneten Alexander Ulrich und dem ehemaligen Vorsitzenden Klaus Ernst. Die Nominierung Racketes an den Gremien vorbei sei ein „Geschenk an die AfD“, Rackete ein „Wählerschreck“. Ihre Positionen seien mit der Programmatik der Linken kaum vereinbar. Ernst und Ulrich traten im Oktober 2023 aus der Linkspartei aus und schlossen sich dem Bündnis Sahra Wagenknecht an. Der Vorschlag von Carola Rackete, die SED-Vergangenheit der Linken weiter aufzuarbeiten und den Parteinamen zu ändern, stieß ebenfalls auf erhebliche Kritik innerhalb der Partei und führte zu einer Entschuldigung seitens Rackete.
Bei der Europawahl 2024 wurde Rackete ins Europäische Parlament gewählt. Für Die Linke war das Ergebnis der Europawahl mit nur 2,7 % der Stimmen das mit Abstand schlechteste Europawahlergebnis in der Geschichte der Partei. Am 9. Juli 2025 kündigte sie „aus persönlichen Gründen“ den Rückzug von ihrem MdEP-Mandat an. Der Ökonom Martin Günther wird ihr Nachfolger.

## Buchveröffentlichung
Mit Handeln statt Hoffen veröffentlichte Rackete im Herbst 2019 ein Buch zur Umweltpolitik, in dem sie auch die Organisation demokratischer Verfahren mit eigenen Ideen thematisiert und für eine gesellschaftliche Transformation plädiert. Das Buch stieg sofort auf die Spiegel-Bestseller-Liste ein, es stieß eine Debatte an.

## Auszeichnungen

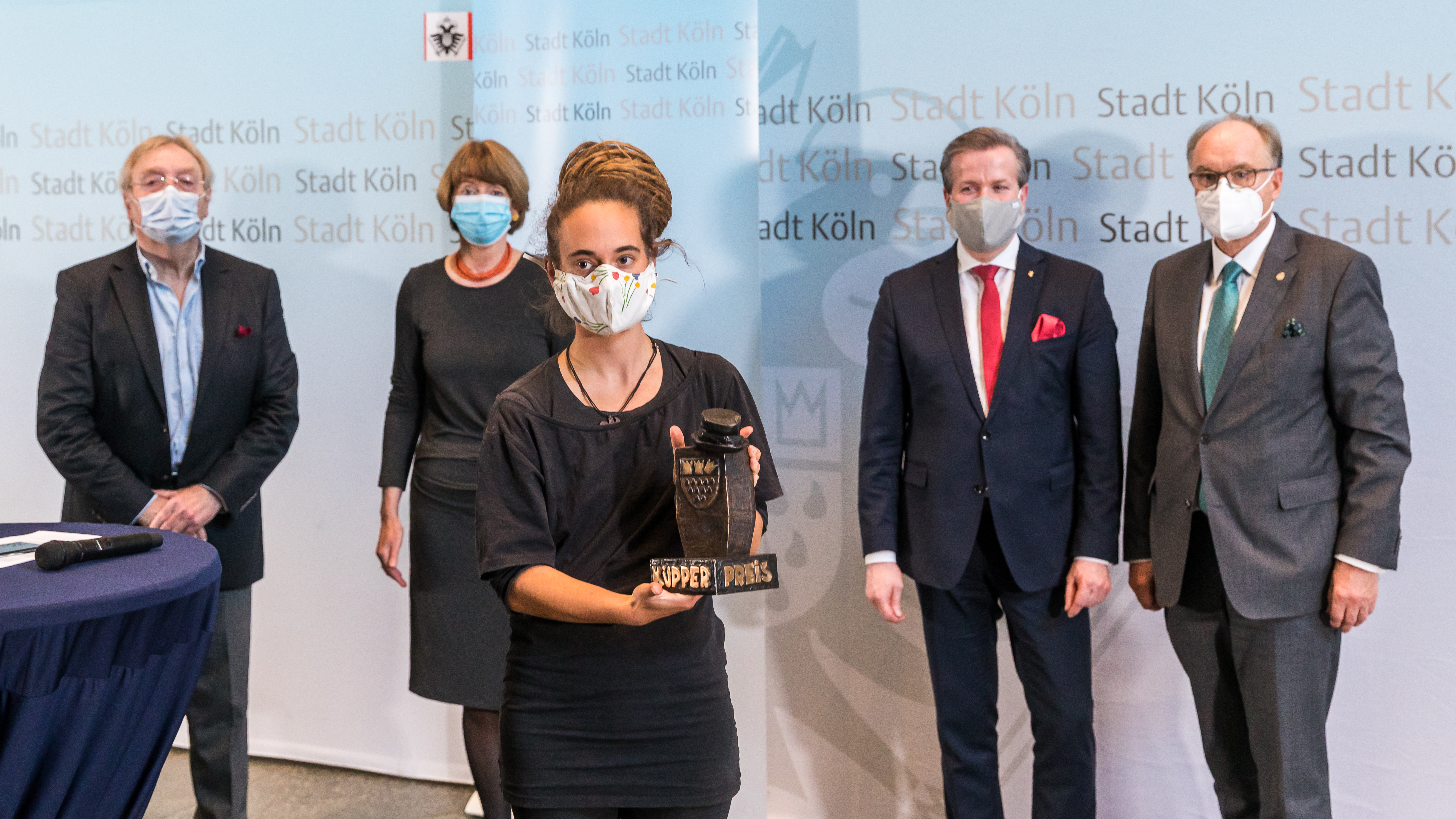
Verleihung des Karl-Küpper-Preises an Rackete (2020)

- Médaille de la Ville de Paris, verliehen im Juli 2019[141]
- Ehrenmedaille des katalanischen Regionalparlaments, verliehen am 10. September 2019[142]
- Globart Award 2019 für ihr Lebenswerk, verliehen am 20. Oktober 2019[143]
- Karl-Küpper-Preis, 2020[144]
- Ehrendoktorwürde der Universität von Namur, verliehen am 6. Mai 2021[145]

## Schriften
- Handeln statt Hoffen. Aufruf an die letzte Generation. Droemer, München 2019, ISBN 978-3-426-27826-0.
  - englische Übersetzung: The Time to Act Is Now. A call to combat environmental breakdown. 2021, ISBN 978-3-948250-39-3 (Buch als frei verfügbare PDF-Datei auf rosalux.de).
- Zusammen mit Luisa Neubauer: Klimakrise und Lebensgrundlagen. Wer hat die Macht, Verträge zu brechen? Spiegel Online, 12. November 2020.[146]

## Dokumentarfilm
- Sea Watch 3: NDR-Filmdokumentation, die Filmemacher Nadia Kailouli und Jonas Schreijäg begleiteten die Sea Watch 3 bei ihrer Rettungsfahrt im Juni 2019 für 21 Tage, bis zur Festnahme von Carola Rackete.[147]

## Rezeption
Konstantin Wecker schreibt in seinem Buch Wir werden weiter träumen. Poesie für eine bessere Welt einen Brief „Liebe Carola Rackete“, in dem er ihr dankt für etwas, was wir alle tun müssten. Sie mache ihm Mut, genauso wie viele andere Engagierte auch.